# 76 aC
L'any 76 aC va ser un any del calendari romà prejulià. En aquell temps, era conegut com a any del consolat d'Octavi i Curió (o, més rarament, any 678 ab urbe condita o de la fundació de la ciutat). L'ús del nom «76 aC» per referir-se a aquest any es remunta a l'alta edat mitjana, quan el sistema Anno Domini va ser el mètode de numeració dels anys més comú a Europa.

## Esdeveniments

### Judea
- Salomé Alexandra es converteix en reina de Judea, després de la mort d'Alexandre Janeu.[2]

### República Romana
- Gneu Octavi i Gai Escriboni Curió són elegits cònsols.[3]
- Luci Sicini, tribú de la plebs, és el primer magistrat romà que s'atreveix a atacar les lleis de Sul·la que privaven als tribuns de la plebs del seu antic poder. Atacar també als caps aristocràtics i especialment al cònsol Gai Escriboni Curió.[3][4]

### Hispània
- Pompeu Magne nomenat procònsol, segueix la guerra contra Quint Sertori a Hispània. Sertori havia derrotat diverses vegades a Quint Cecili Metel Pius. En 40 dies fa els preparatius i sortirà de la península Itàlica amb 30.000 homes a peu i 1000 cavallers a inicis d'aquest any.[5] Pel camí construeix una via militar als Alps Cottis. Desembarca al sud i avança per la costa, sense trobar resistència. Pompeu funda, a l'avui anomenat pla de Girona, l'oppidum de Gerunda, l'actual Girona, sobre la Via Heraclea per defensar-la, ja que és l'única calçada que comunica el nord-est peninsular amb la Gàl·lia i Roma. La ciutat de Laurona (actual Llíria), prop de València, amenaçada per Sertori, es declara al seu favor, però es presenta Sertori i el fa recular.[6]

## Naixements
- Gai Asini Pol·lió, poeta, oador i historiador.[7]

## Necrològiques
- Alexandre Janeu, rei de Judea.[8]